# Metrich
Metrich (également orthographié Métrich) est un village et une ancienne commune française du département de la Moselle en région Grand Est. Metrich fait partie de la commune de Kœnigsmacker depuis 1810.
Ses habitants sont appelés les Meetrécher en francique lorrain.

## Géographie
Située dans le pays de Thionville, sur la rive droite de la Moselle, la localité de Métrich se trouve à 12 km au Nord-Est de Thionville et à 1,4 km au Nord-Est de Kœnigsmacker.

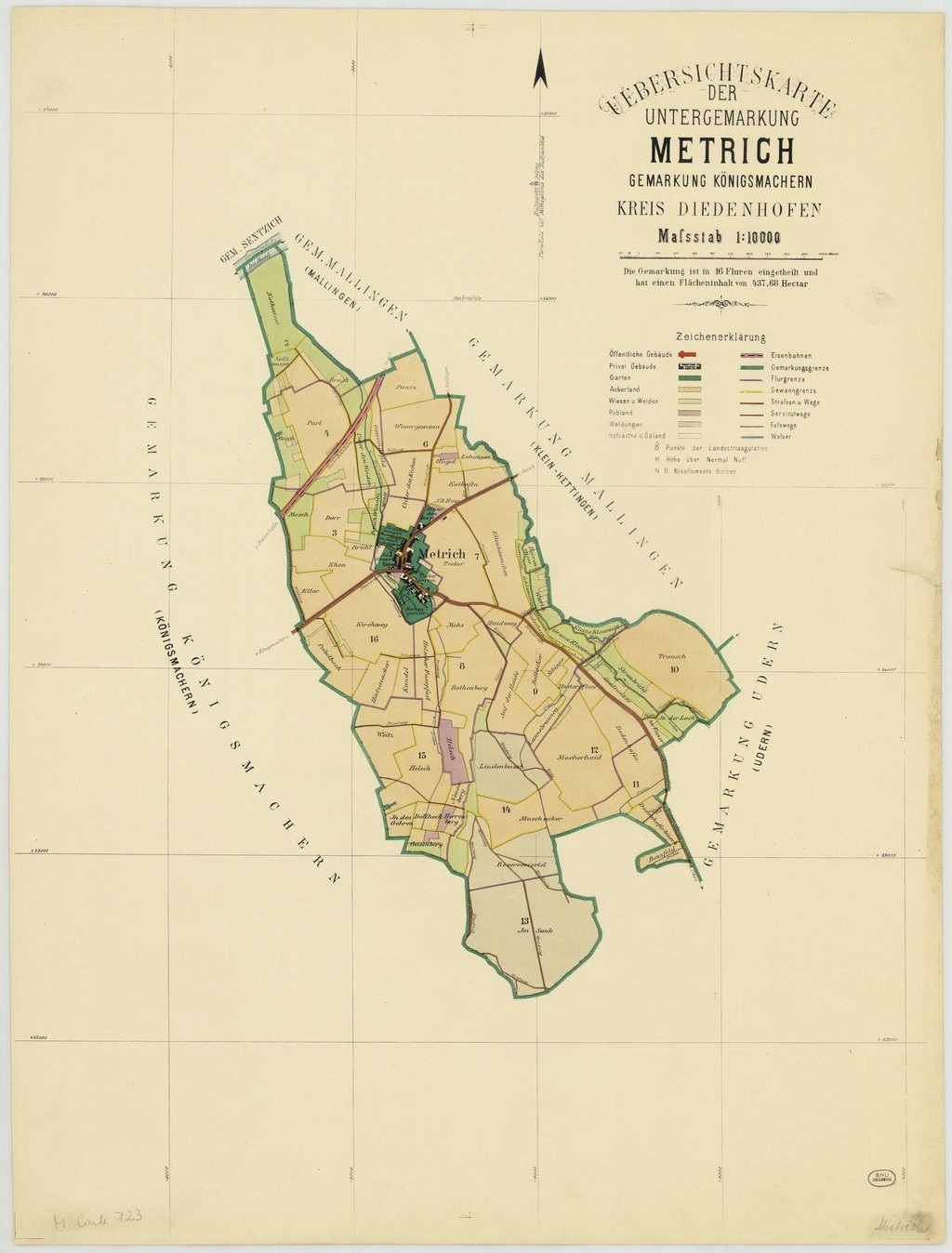
Carte cadastrale de Metrich en 1893.

## Toponymie
- Mentions anciennes : Materiacum (époque romaine)[1], Metrech (1400)[2], Metterich (1594)[2], Metrick (1606)[2], Mettrich (1667)[2], Meteringen (1756)[2], Mettrich (1756)[2], Metrich (1793)[3].
- En francique lorrain : Meetréch[4] et Meetrech[1]. En allemand : Metrich[5].

Connu dès l'époque romaine comme domaine de Matericus ou Matricus, d'où la dénomination de Materiacum. Le suffixe -ich dans le nom de Metrich est une forme adjectivale germanique qui ne décèle pas nécessairement une expression germanique. Toponymie similaire avec Metterich.
Le nom remonte vraisemblablement à un type toponymique gallo-roman MATRIACU ou MATERIACU, c'est-à-dire un nom de personne latin Matrius ou Materius, suivi du suffixe d'origine gauloise -acum qui a un sens localisant à l'origine. Ce suffixe explique généralement les finales -ich et -ach (sauf pour -bach) des régions germanisées. Homonymie avec Merry-la-Vallée (Yonne, Matriacus VIIIe siècle), Merry-Sec (Yonne, Matriacus VIe siècle), Mérey (Eure, in pago Madriacensis 707), etc. Sur des cartes du XVIIIe siècle, Métrich apparait sous la mention francisée de Métry.
Selon   C. Blackie, il ne s'agit d'une formation toponymique gallo-romaine en (i)acum. Le suffixe "ich" étant une forme du vieux haut allemand "aha" siginifiant eau.

## Histoire
Primitivement, Metrich ne s'étendait que dans une petite partie de la rue de Sierck.
À une époque indéterminée, ce village appartient en partie à la prévôté de Kœnigsmacker et en partie à la seigneurie de Busbach.
Le ban de Metrich délimitait territorialement la prévôté lorraine de Sierck et la franchise luxembourgeoise de Kœnigsmacker. Bien que relevant politiquement de la prévôté de Sierck et de sa haute-justice, ce village faisait de tout temps partie de la justice foncière de Kœnigsmacker.
Jusqu'au XVe siècle Metrich fait partie du patrimoine de la maison de Sierck, en 1457 ce lieu est acquis par les seigneurs de Puttelange qui le gardèrent jusqu'aux environs de 1552.
En 1661, Metrich est l'une des 30 localités de la prévôté de Sierck qui sont rattachées au royaume de France par le traité de Vincennes.
Ce village est le siège d'un fief mouvant du roi de France sous la prévôté de Sierck en 1681. À cette époque, Metrich dépend également du bailliage de Thionville (créé en 1661).
La commune de Metrich est rattachée à celle de Kœnigsmacker par décret du 8 novembre 1810.

### Lieux disparus
Dans les environs très proches de Metrich, il y avait à l'Ouest la ferme de Grumete ; elle est mentionnée en 1230 et incendiée en 1632 par les Suédois ; plus tard une crue de la Moselle emporta ce qu'il en restait.
Aussi, sur la route qui va à Oudrenne, était situé le hameau de Dodenhoven ; il est signalé en 932 comme dépendance de la paroisse d'Oudrenne et fut détruit avant 1579.

## Démographie
| 1793 | 1800 | 1806 |
| ---- | ---- | ---- |
| 214  | 227  | 231  |

En 1817, la population est de 221 habitants répartis dans 30 maisons et en 1844, il y a 310 personnes réparties dans 33 maisons.

## Économie
En 1817, le territoire productif de Metrich est de 439 hectares, dont 125 en bois et 7 en vignes ; idem en 1844.

## Culture locale et patrimoine

### Lieux et monuments
- Chapelle Saint-Hubert, construite en 1704
- Ouvrage de Métrich

### Linguistique
Le dialecte francique de Metrich est presque identique à celui de Kœnigsmacker, il y a cependant une différence notable au niveau de la prononciation : à Metrich la lettre [r] est roulée alors qu'à Kœnigsmacker cette lettre est prononcée dans la gorge.

### Sobriquet
Les habitants de Metrich étaient surnommés : d'Meetrécher Schlecken (les escargots de Metrich), la revue Passé-Présent mentionne ce surnom en allemand standard : Die Schnecken. C'est un sobriquet assez fréquent dans la région de Thionville.